# Brussel·les
Brussel·les (en francès: Bruxelles  [bʁysɛl] (?·pàg.), en neerlandès: Brussel  [ˈbrɵsəl] (?·pàg.) en való Brussèle i en alemany Brüssel) és la capital de Bèlgica, de la regió del mateix nom i coneguda popularment com la capital (de facto) de la Unió Europea. També es seu de l'OTAN. És també la seu dels governs i parlaments d'algunes de les entitats federades que componen Bèlgica com la regió de Brussel·les-Capital, la comunitat Francesa de Bèlgica i la regió flamenca.
Encara que Brussel·les fou històricament d'expressió neerlandesa, la ciutat s'ha afrancesat fins al punt d'esdevenir majoritàriament francòfona. Aquest procés, al mateix temps que l'estatut de Brussel·les, ha conduït a un llarg conflicte entre les comunitats francòfones i neerlandòfones, reflectint la situació a escala nacional.
Amb Brussel·les hom fa referència a tres ens diferents: 
- una de les tres regions de Bèlgica (que tenen cert nivell d'autonomia),
- el conjunt dels 19 municipis (commune en francès, gemeente en neerlandès), i
- un d'aquests 19 municipis.

## Capital de la regió i de l'Estat
Brussel·les comprèn una aglomeració urbana de la qual és capital, per la qual cosa aquest topònim pot fer referència també a la Regió de Brussel·les-Capital. El municipi de Brussel·les (en francès: Bruxelles-Ville o Ville de Bruxelles; en neerlandès: Stad Brussel) al qual es refereix aquest article, és un dels 19 municipis que formen la regió. Té una població de 144.784 habitants enfront dels més d'un milió del conjunt de la regió. L'àrea metropolitana reuneix uns 2.090.000 d'habitants.
Només el municipi de Brussel·les abans esmentat té l'estatut de capital del regne de Bèlgica, d'acord amb l'article 194 de la Constitució. Tot i que diverses institucions federals es troben de facto en altres municipis de la regió brussel·lesa, sols Brussel·les ciutat té atorgat el títol de capital de l'Estat. És important distingir-la, tot plegat, de la Regió de Brussel·les-Capital que és una regió de propi dret, tal com Valònia i Flandes.
La ciutat és la seu de les institucions de Flandes i a més capital de les comunitats lingüístiques francesa i neerlandesa.

## Situació geogràfica
Brussel·les ocupa una situació relativament central a Bèlgica, més propera al terç septentrional. En sentit de les agulles del rellotge, dista 90 km del mar del Nord, 55 de la frontera sud dels Països Baixos, 115 de l'alemanya, 160 de la luxemburguesa i poc més de 60 de la francesa. Es troba alineada parcialment amb el riu Zenne i els canals Brussel·les Charleroi i Brussel·les-Escalda, en un punt d'encreuament de grans línies d'importància internacional.
L'aeroport internacional més proper es troba a la regió flamenca al municipi de Zaventem al nord-est de la ciutat.

## Situació lingüística

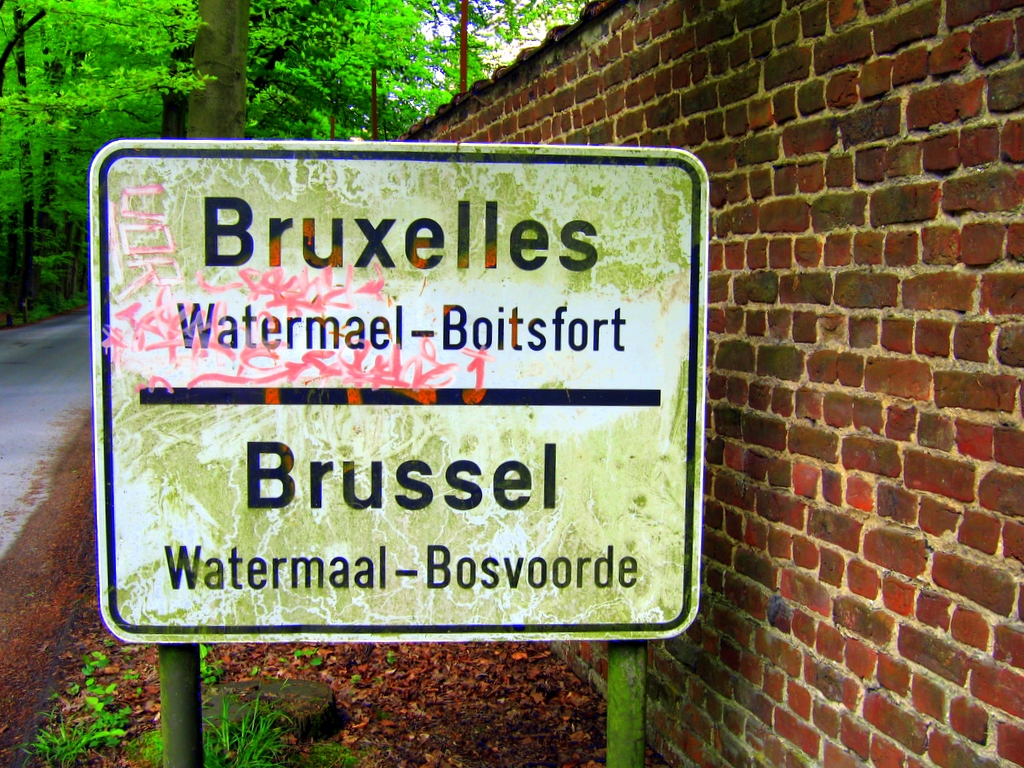
Cartell bilingüe a Brussel·les

Article principal: Situació lingüística a Bèlgica
La llengua vehicular a Brussel·les va ser la varietat brabançona del neerlandès fins a les primeries del segle xx. A hores d'ara, tots els municipis de la regió brussel·lesa són oficialment bilingües, però la població autòctona fa servir majoritàriament el francès (85-90%, "lingua franca" de Brussel·les) enfront d'un 10-15% de natius neerlandòfons o plenament bilingües.
Cal recordar que Brussel·les es troba envoltada pel Brabant Flamenc, la qual cosa afavoreix que durant hores d'oficina i en manifestacions culturals el nombre de neerlandòfons sigui molt significatiu.
D'altra banda, l'anglès, que no disposa d'estatut oficial, és la llengua més emprada a les institucions europees, a l'OTAN i un gran nombre d'empreses privades amb seu a Brussel·les. Hi conviu amb destacades comunitats que tenen com a llengua materna l'àrab, el turc, l'italià, el polonès, el grec, l'espanyol, entre d'altres.

## Economia
La ciutat és un nucli industrial i un centre comercial, administratiu, cultural i de comunicacions de primer ordre, no solament de Bèlgica, sinó també d'Europa. La ciutat baixa o nucli, a la vall del riu, i antic barri residencial i industrial, és el centre administratiu i comercial; els sectors oriental i septentrional són principalment industrials; els sectors occidental i meridional són constituïts predominantment pels barris residencials del segle xix, i té tot un cinturó de municipis agregats, que formen l'àrea residencial suburbana. En el camp industrial, destaquen la indústria tèxtil, alimentària, d'articles de luxe, química i metal·lúrgica.

## Demografia
Situada aproximadament al centre del país, Brussel·les compta amb al voltant d'un milió d'habitants dels quals una bona part procedeixen d'altres països (2 milions en la seva àrea metropolitana que s'estén per les províncies limítrofes (Brabant Flamenc). Ciutat oficialment bilingüe; una majoria dels habitants tenen com a llengua quotidiana el francès (90%, d'ells 1/3 el componen els immigrants), i una minoria té el neerlandès (10%).
Brussel·les va tenir una transició (afrancesament) que es va efectuar durant diversos segles, passant de ser una ciutat gairebé enterament neerlandòfona a ser una ciutat majoritàriament francòfona (57% de la població té el francès com a llengua materna davant d'un 7% que té el neerlandès com a primera llengua), que té com a llengua majoritària el francès. Aquesta transformació va començar el segle xviii, però va prendre la seva amplitud quan Bèlgica va esdevenir independent i Brussel·les va desbordar més enllà les seves muralles.

### Seglexix
| Any                                   | 1806   | 1816   | 1830   | 1846    | 1856    | 1866    | 1876    | 1880    | 1890    |
| ------------------------------------- | ------ | ------ | ------ | ------- | ------- | ------- | ------- | ------- | ------- |
| Població                              | 73.928 | 76.969 | 98.279 | 123.874 | 152.828 | 157.905 | 161.816 | 162.498 | 176.138 |
| Nota: els resultats dels censos 31/12 |        |        |        |         |         |         |         |         |         |

- 1853: arxiu adjunt Leopold Districte (Quartier Leopold)
- 1864: arxiu adjunt Louise (Avenue Louise)

### Segle XX
| Jaar                                                        | 1900    | 1910    | 1920    | 1930    | 1947    | 1961    | 1970    | 1976    |
| ----------------------------------------------------------- | ------- | ------- | ------- | ------- | ------- | ------- | ------- | ------- |
| Població                                                    | 183.686 | 177.078 | 154.801 | 200.433 | 184.838 | 170.489 | 161.080 | 152.850 |
| Nota: els resultats dels censos a 31/12 i 1970 + 31/12/1976 |         |         |         |         |         |         |         |         |

- 1921: l'embargament de Cabello Laeken i Neder-Over-Heembeek

### Darrers anys
| Any                                | 1977    | 1980    | 1985    | 1990    | 1995    | 2000    | 2005    |
| ---------------------------------- | ------- | ------- | ------- | ------- | ------- | ------- | ------- |
| Població                           | 152.850 | 143.957 | 136.569 | 136.706 | 135.681 | 133.859 | 142.853 |
| Nota: Població a 01/01 - Font: NIS |         |         |         |         |         |         |         |

## Institucions
Brussel·les és la seu de les tres institucions principals de la Unió Europea: la Comissió Europea, el Consell de la Unió Europea i el Parlament Europeu (però les sessions plenàries també es realitzen a Estrasburg). Per aquestes raons Brussel·les és considerada oficiosament com la capital de la Unió Europea. També és seu de govern de Bèlgica, de la Borsa i de nombroses organitzacions i organismes internacionals: quarter general de l'OTAN, comitè de les regions de la Unió Europea, Confederació Internacional de Sindicats Lliures i Confederació Mundial del Treball i d'altres. També és un centre d'ensenyament superior, ja que és seu de la Université Libre de Bruxelles, fundada l'any 1834; de la Vrije Universiteit Brussel, del 1970; de la Faculté Universitaire de Théologie Protestante de Bruxelles, del 1942; i de les Facultés Universitaires Saint-Louis, del 1858, i Universitaire Faculteiten Sint-Aloysius, fundada el 1968.

## Història
La ciutat ja era coneguda des del final del segle vii, però no adquirí veritable importància fins que, al segle xi, els comtes de Lovaina en feren llur residència. Per la seva situació a la ruta Bruges-Colònia, al segle xii es convertí en un gran centre comercial, de manera que en el segle xiii ingressà a la Hansa. La ciutat obtingué el 1229 una carta d'autonomia del duc de Brabant Enric I de Brabant.
Una sèrie de revoltes de menestrals obligaren a modificar la carta el 1425; la nova carta, que precisava els poders del patriciat i de les corporacions, estigué en vigor fins al 1795. Al segle xv fou capital del Brabant i, després de la seva annexió a la casa de Borgonya, dels Països Baixos. També fou capital del domini espanyol i acollí Guillem d'Orange (1577), però l'any següent es convertí en seu dels partidaris de la unió amb la corona espanyola. Fou capital dels Països Baixos austríacs del 1714 al 1789, i del regne de Bèlgica des del 1830. També fou ocupada per les tropes alemanyes durant la Primera Guerra Mundial i la Segona Guerra Mundial.
Poc temps abans de la independència, Brussel·les era una ciutat demogràficament de parla flamenca (la noblesa i els funcionaris francoparlants constituïen només una tercera part de la població), però culturalment era francoparlant, ja que el flamenc era la parla de les classes populars. Al final del segle xx, però, més de 85-90% dels habitants eren francoparlants i menys d'un 10-15%, flamencs.
Per tal de resoldre l'estatut de Brussel·les, un dels problemes clau de la qüestió lingüística belga, ja que era una de les reivindicacions històriques dels nacionalistes flamencs, la legislació establí, amb les disposicions legals del 1970 i el 1981, un estatut bilingüe per a l'aglomeració de la ciutat (els 19 municipis), que s'ha conservat malgrat les protestes dels nacionalistes flamencs el 1995 en entrar en vigor la reforma constitucional dels Accords de la Saint-Michel que de fet convertia Bèlgica en un estat federal (1993), amb Brussel·les i 19 municipis annexos com una de les tres regions (Regió de Brussel·les-Capital).

## Clima
El clima de la regió de Brussel·les és un clima temperat oceànic, com tot el conjunt de la part occidental de Bèlgica, gràcies a la proximitat de l'Atlàntic i del corrent del Golf que regula el temps gràcies a la inèrcia calorífica de les seves aigües. El clima pot ser influenciat per vents humits i suaus procedents de l'oceà, però també per d'altres de secs (calents a l'estiu i freds a l'hivern) procedents de l'interior del continent europeu. De mitjana (mitjana feta sobre un període cobrint els 30 últims anys), s'observen una mica més de 130 dies de pluja l'any a la regió de Brussel·les.
| Mes                                | Gen | Feb | Mar | Abr  | Mai  | Jun  | Jul  | Ago  | Set  | Oct  | Nov | Dec | Any      |
| ---------------------------------- | --- | --- | --- | ---- | ---- | ---- | ---- | ---- | ---- | ---- | --- | --- | -------- |
| Temperatures mínimes mitjanes (°C) | 0,7 | 0,6 | 2,9 | 4,8  | 8,9  | 11,5 | 13,6 | 13,3 | 10,8 | 7,6  | 3,7 | 2,0 | 6,7      |
| Temperatures mitjanes (°C)         | 3,1 | 3,5 | 6,3 | 8,9  | 13,2 | 15,6 | 17,7 | 17,7 | 14,5 | 10,6 | 6,2 | 4,1 | 10,1     |
| Temperatures màximes mitjanes (°C) | 5,6 | 6,4 | 9,9 | 13,2 | 17,7 | 20,0 | 22,3 | 22,5 | 18,7 | 14,4 | 9,1 | 6,5 | 13,9     |
| Precipitacions mitjanes (mm)       | 71  | 53  | 73  | 54   | 70   | 78   | 69   | 64   | 63   | 68   | 79  | 79  | 821 (68) |

## Cultura

### Urbanisme i arquitectura
Brussel·les és una ciutat extensa, l'espai disponible per habitant supera la mitjana de les altres capitals europees. Una part important de les construccions, incloent-hi els barris centrals, està composta d'antigues cases de 3 pisos, relativament estretes i llargues i disposades en illots tancats. La majoria d'aquestes cases urbanes són avui dividides en pisos. La capital compta igualment amb nombrosos immobles en estil art-déco. Nombrosos edificis industrials s'han convertit en estudis, sobretot sobre l'eix del canal.
En aquest paisatge urbà s'hi eleven igualment, a més a més dels monuments clàssics de la ciutat, les torres de despatxos moderns (tour du Midi, tour Madou, tour Dexia, tours Belgacom, tour des Finances, WTC, etc.), concentrades als barris de negocis de la ciutat: barri Nord (situat al costat de l'Estació del Nord i sobrenomenat el petit Manhattan), barri europeu, avinguda Louise. Nombrosos parcs embelleixen la ciutat. La proporció d'espais verds públics és relativament important encara que desigualment repartida. Els jardins privats a l'interior de l'illot són nombrosos.
La ciutat presenta igualment nombroses centralitats, de les quals sobretot la part baixa de la ciutat, històricament més popular, i la part alta de la ciutat, més burgesa.

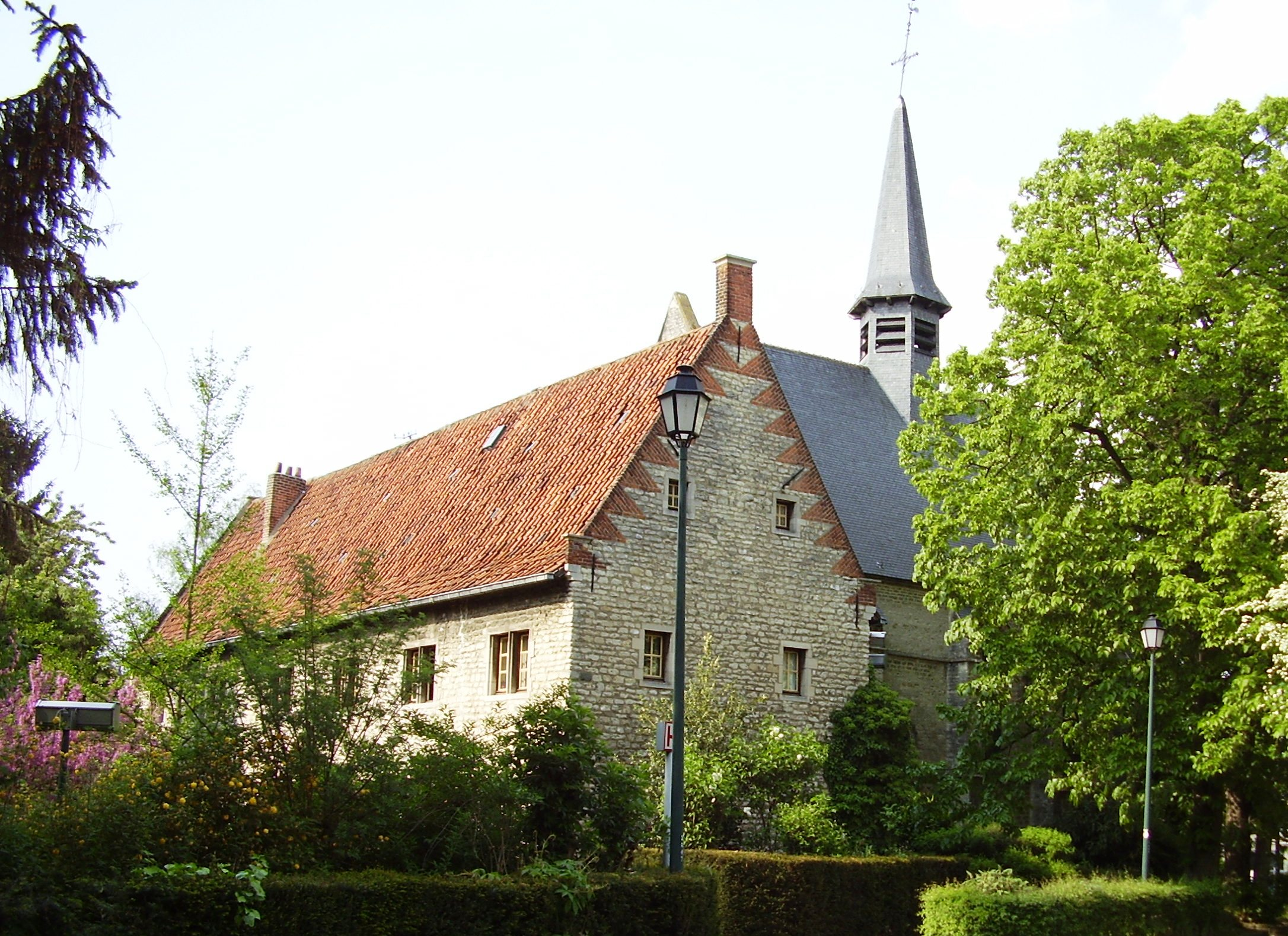
Capella de Marie la misérable (segle xiv)
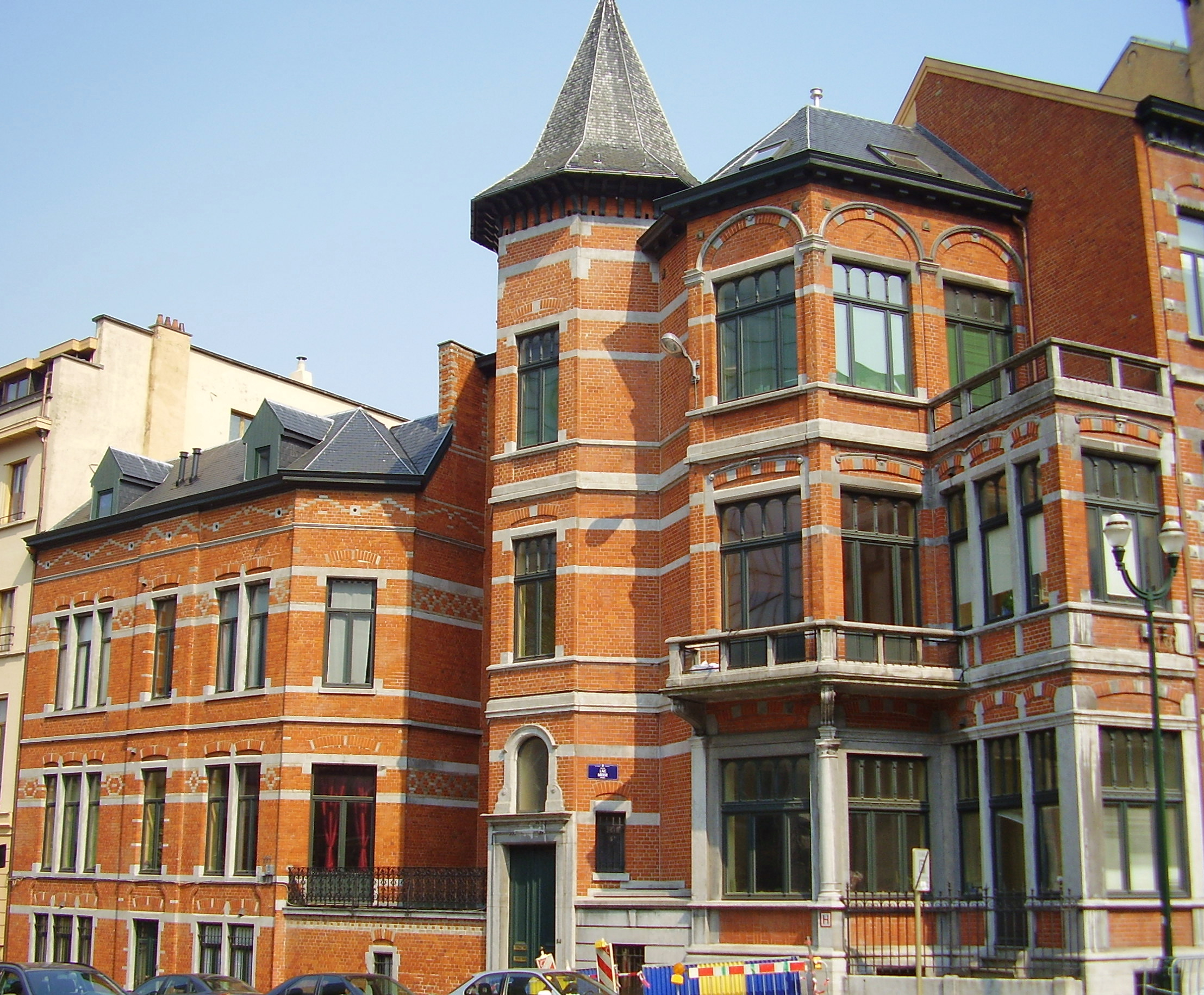
Obra d'Ernest Delune (1896)
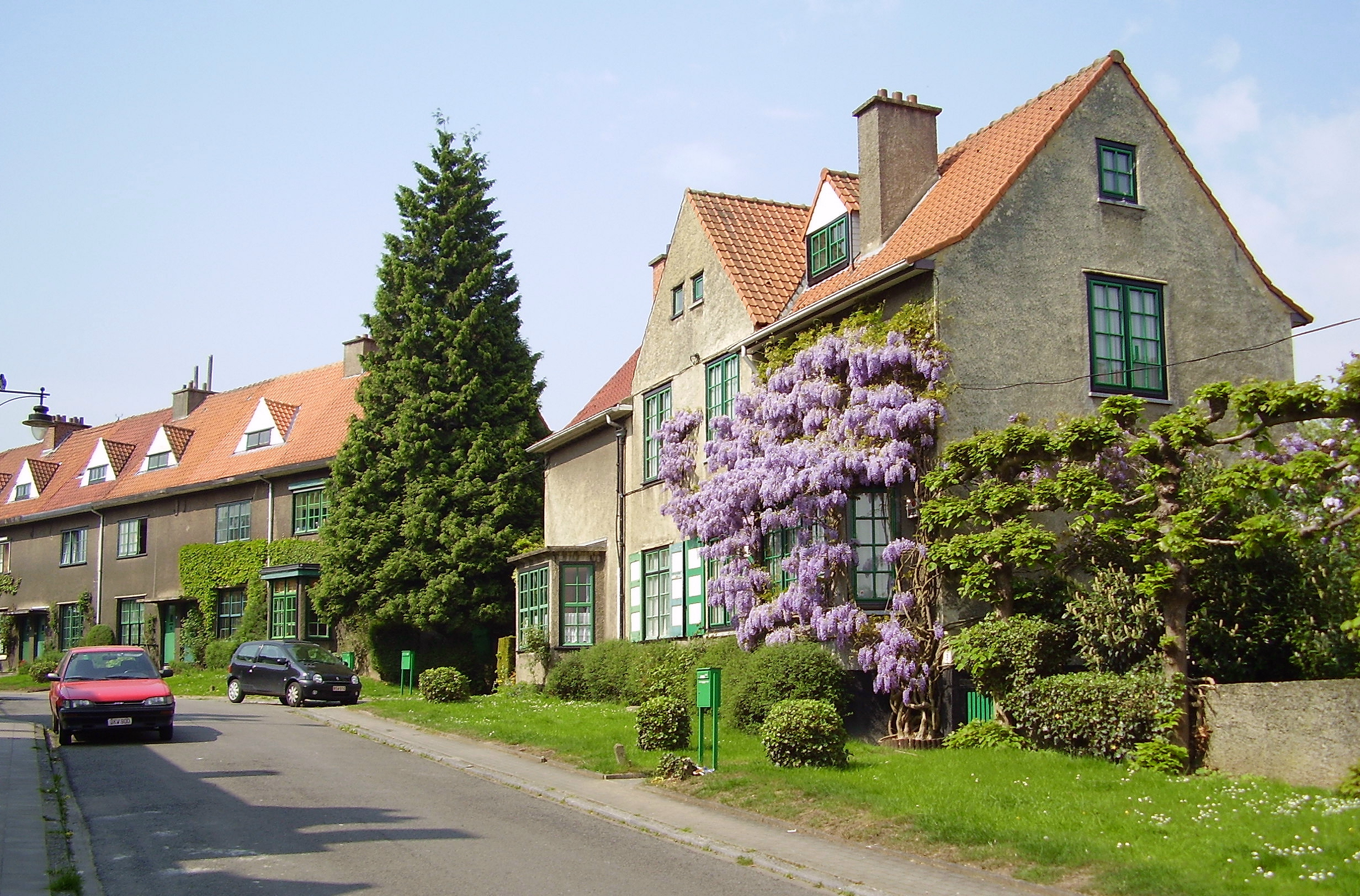
Ciutat jardí Le Logis (1922)
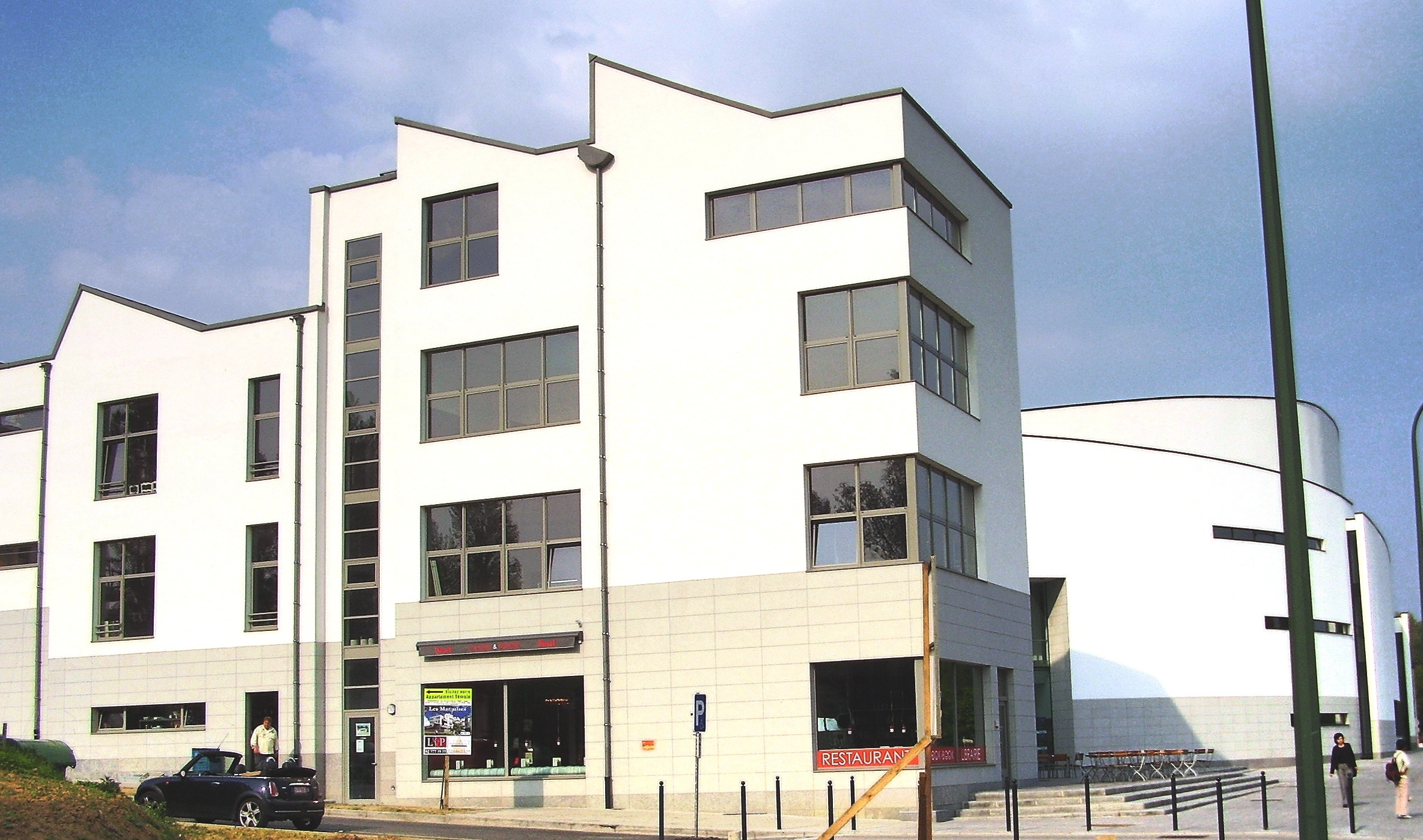
Wolubilis (2005)

Després la Primera Guerra mundial, les destruccions així com el fort creixement demogràfic per l'afluència de nous habitants vinguts de les altres regions del país provocaren una crisi de l'allotjament i una extensió ràpida de les superfícies construïdes. És el començament de les construccions d'allotjaments socials i de ciutats jardí a la perifèria de l'aglomeració.
A semblança de nombroses ciutats dels països anglo-saxons, Brussel·les ha conegut des de la postguerra fins als anys 1990 un molt fort moviment de les classes mitjanes i altes, buscant en la perifèria un hàbitat de nivell mentre que el centre, abandonat, es degradava i es feia la presa de nombroses especulacions immobiliàries. Des dels anys 1990 i sobretot els 2000, es produí un ràpid moviment de retorn a la ciutat després de la restauració dels barris centrals.

#### Art Nouveau a Brussel·les
La ciutat compta amb nombrosos edificis destacables amb una gran diversitat d'estils, des de les construccions medievals a l'arquitectura contemporània. A partir del segle xix apareix un nou estil arquitectural, l'art nouveau, del qual Brussel·les esdevindrà una de les capitals gràcies a les obres d'arquitectes de renom. Els més cèlebres d'aquests arquitectes són Victor Horta, Paul Hankar i l'interiorista Henry van de Velde, i també Paul Cauchie, Gustave Strauven, Ernest Blerot, Josef Hoffmann, Léon Delune, Paul Hamesse.
L'estil s'entronca amb l'escola arts and crafts d'Anglaterra i amb la tendència cap a la simplicitat japonesa. Es caracteritza per les línies decoratives sinuoses, la utilització de vidrieres, la talla serpentina en pedra, els frescos florals i les complexes reixes curvilínies. En la dècada de 1890 van sorgir nous barris i més de 2.000 edificis es van construir d'acord amb aquest estil. A molts carrers de Brussel·les es conserven detalls interessants.
Aquests serien alguns dels edificis més destacats amb estil art nouveau:
- Old England, per la construcció d'aquests antics magatzems, Paul Saintenoy utilitzà, en comptes de maons, vidre i acer.
- Hotel Ciamberlani, Paul Hankar va projectar al carrer Defacqz aquest edifici per a Albert Ciamberlani, especialista en esgrafiat, amb qui treballava.
- Casa Horta, actualment convertida en museu; en l'estudi i llar de l'arquitecte més famós de l'art nouveau destaquen els sinuosos marcs de les finestres i la complexa forja dels balcons.
- Casa Tassel, la primera obra innovadora de Victor Horta, un edifici unifamiliar edificat entre 1892 i 1893.
- Hotel Hannon, aquest elegant edifici de 1902 és obra de Jules Brunfaut (1852-1942). En una de les finestres, emmarcades en metall, destaca una insòlita vidriera.
- Maison Cauchie, restaurada el 1989, l'habitatge de l'arquitecte Paul Cauchie, al carrer dels Francs, presenta tècnica d'esgrafiat.
- Maison Saint Cyr, Gustave Strauven, deixeble d'Horta, va dissenyar aquesta complexa façana de només quatre metres d'amplada.
- Casa Solvay, actualment convertida en hotel; el 1894 Horta va realitzar aquesta obra per a una família adinerada. Va projectar tots els elements de l'edifici: les columnes de la façana en ferro forjat ocre i daurat, la porta principal de vidre i els poms de les portes decoratius però funcionals.

### Monuments, art i lloc d'interès
Els monuments i indrets més coneguts i turístics de Brussel·les són la Grand Place (des de 1988 inscrita en la llista del patrimoni de la Humanitat de la UNESCO) presidida per l'ajuntament gòtic al centre, la catedral i l'Atomium. També la petita estàtua de bronze del Manneken Pis, de 60 centímetres d'alçada, és una de les principals atraccions turístiques de la ciutat.
Pel que fa a l'arquitectura destaquen els Arcs del Cinquantenari, la basílica del Sacré-Coeur (en francès: Basilique du Sacré-Coeur o en flamenc: Basilique de Koekelberg), l'edifici de la borsa, el Palau de Justícia, el Castell Reial de Laeken i els moderns edificis de la UE al barri Leopold.
Brussel·les compta amb una gran oferta cultural vertebrada amb seus nombrosos i notables teatres i museus. Entre els teatres més populars, destaca el Teatre Reial de la Moneda (en francès: Théâtre Royal de la Monnaie, en flamenc: Koninklijke Muntschouwburg), una de les sales d'òpera i ballet més boniques d'Europa, amb una intensa i sòlida programació de concerts. Entre els museus, destaquen el Museu Reial de Belles Arts de Bèlgica (en francès: Musées royaux des Beaux-Arts de Belgique o en flamenc : Koninklijke Musea voor Schone Kunsten van België), el museu militar (Musée Royal de l'Armée o Koninklijk Legermuseum), el museu del còmic (Centre belge de la bande dessinée, o Musée de la BD) o la mansió-museu d'Horta (Maison Horta), llar de l'arquitecte Horta, principal representant del modernisme belga. Brussel·les compta també amb una gran programació musical, amb molts bars de música, sales de concert o discoteques tecno.
El centre de la ciutat està fortament dominat per l'arquitectura d'estil flamenc. Criden també l'atenció els edificis d'estil Art nouveau construïts per l'arquitecte brussel·lès Victor Horta, com la Casa Tassel, la Casa Solvay, l'Estació Central o el Palais de Beaux-Arts. Però l'arquitectura modernista de la ciutat no es limita al centre sinó que també s'estén pels barris perifèrics d'Etterbeek, Ixelles (en flamenc Elsene) o Saint-Gilles (en flamenc Sint-Gillis). Un altre exemple d'arquitectura Art nouveau que ofereix la ciutat és el Palau Stoclet (Avinguda de Tervueren 279/281), de l'arquitecte austríac Josef Hoffmann.
Brussel·les és també seu del popular artista René Magritte, que va passar la major part de la seva vida a la capital belga. L'artista surrealista compta amb la Casa-Museu René Magritte de Jette, on va viure 24 anys, i el Museu Magritte estrenat el 2009, ubicat a la place Royale de Brussel·les, que està dedicat a l'obra de l'artista i la seva extensa col·lecció inclou els quadres més coneguts i importants de Magritte.
Brussel·les és també considerada la capital del còmic. Entre els personatges més populars del 9è art que són d'origen belga hi ha Lucky Luke, Tintin, Sergi Grapes, Marsupilami, Gil Pupil·la, els barrufets o Benet Tallaferro. A partir dels anys 1990 algunes de les parets grises de la ciutat han sigut pintades amb enormes murals que tenen els personatges del còmic belga com a protagonistes. De fet, la popular ruta del còmic de Brussel·les ha esdevingut una curiositat turística més de la ciutat. Però també algunes parades de metro, l'estació de Bruxelles-Midi (Gare de Bruxelles-Midi) o l'estació de Luxembourg (Gare de Bruxelles Luxembourg) han sigut decorades amb motius del còmic belga.
El Museu del còmic (Centre belge de la bande dessinée, o Musée de la BD) de Brussel·les aplega dues insígnies artístiques de la capital, ja que, a més d'oferir l'exposició permanent sobre la història del còmic belga, l'històric edifici d'estil modernista va ser dissenyat per l'arquitecte Victor Horta.

#### Edificis i monuments
- Gran Sinagoga de Brussel·les
- Catedral
- Arcs del Cinquantenari
- Atomium
- Grand Place
- Manneken Pis
- Borsa de Brussel·les
- Onze-Lieve-Vrouw ten Zavel (Notre-Dame du Sablon)
- Jardí botànic
- Palau del Parlament Belga
- Palau reial

### Museus
- Museu Alice i David Van Buuren
- Museu Charlier
- Museu communal des Beaux-Arts d'Ixelles
- Centre belge de la bande dessinée (CBBD)
- Museu d'art spontané
- Museus du Cinquantenaire :
  - Museu de l'armée
  - Museus reials d'art i d'història
  - Autoworld (Museu de l'automobile)
- Museu juif de Belgique
- Museus royaux des Beaux-Arts de Belgique
  - Museu royal d'art ancien[5]
  - Museu royal d'art moderne[5]
  - Museu Antoine Wiertz
  - Museu Constantin Meunier
- Museu du jouet[6]
- Museu du cinéma
- Museu d'instruments musicals[7]
- Museu Horta[8]
- Museu Bellevue[9]
- Museu bruxellois de la gueuze[10]
- Museu des Chemins de fer en gare du Nord [Tancat des de 2007 i transferit a l'estació de Schaerbeek]
- Museu du transport urbain bruxellois
- Wiels, centre d'art contemporain
- Reial Institut Belga de Ciències Naturals

### Gastronomia
L'oferta gastronòmica de Brussel·les compta amb més de 1.800 restaurants i un nombre inacabable de cafès i bistrots, a més de la clàssica oferta de cadenes de menjar ràpid.
La cuina belga és un punt d'enllaç entre la cuina francesa i la cuina flamenca. Algunes de les especialitats culinaries més populars són les gaufres belges (en neerlandès Brusselse wafel) o les moules-frites. També la xocolata és una de les grans especialitats belges amb tradicionals marques com Leonidas, Godiva o Neuhaus. Pel que fa a la cervesa, les marques més conegudes internacionalment són Hoegaarden, Jupiler o Stella Artois, per bé que el país compta amb centenars de cerveses de diferents tipus. Especialitats de la capital són la cervesa Geuze i la Kriek.

## Brussel·lesos cèlebres
- Jean Absil, compositor belga (1893-1974)
- François d'Aguilon (1567-1617), jesuïta, matemàtic, òptic, arquitecte.
- Chantal Akerman (1950-), cineasta
- Jules Anspach (1829-1879), Burgmestre de 1863 a 1879, sobretot conegut per haver complert la canalització del Sena i l'obertura dels passeigs centrals, però també per haver embellit Brussel·les amb l'edificació de la Borsa, del Parc del Cinquantenari, del Palau de Justícia, etc.
- Plastic Bertrand (1958-), cantant
- Jacques Brel (1929-1978), cantant, actor i realitzador
- Charles Buls, burgmestre de 1881 a 1889, conegut per a la seva política de preservació i de restauració del patrimoni brussel·lès i de defensa de l'ensenyament públic
- Annie Cordy (1928-), cantant i actriu
- Julius Perceval du Croquet (1903-1963), compositor, organista i director d'orquestra.
- Lara Fabian (1970-), cantant
- Jacques Feyder (1885-1948), realitzador
- Henri La Fontaine (1854-1943), advocat, Premi Nobel de la Pau de l'any 1913.
- André Franquin (1924-1997), dibuixant de còmics, nascut a Etterbeek, pare de Gaston Lagaffe.
- Philippe Geluck (1954-), humorista, dibuixant del Chat
- Raymond Gérôme (1920-2002), actor de teatre i de cinema
- Michel de Ghelderode (1898-1962), autor dramàtic
- Fernand Gravey (1905-1970), actor
- Hergé (Georges Rémi) (1907-1983), dibuixant de còmics (Les aventures de Tintín, Quick i Flupke i Jo, Zette i Jocko)
- Victor Horta (1861-1947), arquitecte de l'art nouveau (encara que nascut a Gant va morir a Brussel·les, on deixà l'essencial de les seves obres).
- Gustave Huberti (1843-1910) compositor musical.
- Guy Huygens (1924-), pintor
- Jacky Ickx (1945-), pilot d'automòbil
- Edgard Félix Pierre Jacobs (1904-1987), dibuixant de còmics, és l'autor de la sèrie dels Blake i Mortimer
- David Joris (1501-1556), anabaptista
- Claude Lévi-Strauss (1908-2009) antropòleg, etnòleg
- Jean-Baptiste Madou (1796-1877), pintor, il·lustrador.
- Maurane (1960-), cantant
- Amélie Nothomb (1967-), escriptora (nascuda al Japó)
- Peyo (pseudònim de Pierre Culliford) (1928-1992), dibuixant de còmics (les Schtroumpfs, Johan i Pirlouit, Benoît Brisefer i Poussy)
- Joseph Poelaert (1817-1879), arquitecte (Église royale de Laeken, Colonne du Congrès, Théâtre de la Monnaie, Palais de Justice...)
- Pierre Rapsat (1948-2002), cantant
- Philippe Samyn, arquitecte (futur seu del Consell Europeu, Résidence Palace)
- François Schuiten (1956-), dibuixant de còmics
- Sœur Emmanuelle (1908-2008), religiosa, escriptora i humanista
- Irma Sèthe (1876-1958), violinista i pedagoga
- Léon-Joseph Suenens (1904-1996), cardenal, arquebisbe de l'Archidiòcesi de Malines-Bruxelles, mort a Brussel·les.
- Toots Thielemans (1922-), músic de jazz
- Jean-Philippe Toussaint (1957-), escriptor i cineasta
- José van Dam (1940-), cantant baix
- Jean-Claude Van Damme (1960-), actor
- Pierre François Verhulst (1804-1849), matemàtic
- Jan Baptist Verlooy (1746-1797) jurista i burgmestre
- Andreas Vesal (1514-1564), anatomista i metge
- Michel Weyland (1947-), dibuixant de còmics
- Yslaire (1957-), dibuixant de còmics
- Lambert Joseph Meerts (1800-1863) violinista
- Henry Warnots (1832-1893) músic i professor de cant.

## Ciutats agermanades
| - Akhisar, Turquia - Atlanta, Estats Units - Berlín, Alemanya - Pequín, República Popular de la Xina - Montreal (Canadà) - Macau, Xina - Madrid, Espanya - Boltanya, Espanya | - Moscou, Rússia - Washington DC, Estats Units - Kíev, Ucraïna - Breda, Països Baixos - Praga, República Txeca - Ljubljana, Eslovènia - Sofia, Bulgària - Tirana, Albània |